# Brachodes monotona
Brachodes monotona is een vlinder uit de familie Brachodidae. De wetenschappelijke naam van de soort is voor het eerst geldig gepubliceerd in 1954 door Hans Georg Amsel.